# Силадьи Хергар, Мигель
Мигель Силадьи Хергар (исп. Miguel Szilagyi Gergar; 1951 — 6 июля 2006) — уругвайско-бразильский скрипач.
На протяжении 35 лет был первой скрипкой Оркестра Уругвайского радио и телевидения (SODRE). Одновременно работал в бразильских коллективах: сперва в Симфоническом оркестре Порту-Алегри, затем в Симфоническом оркестре Сан-Паулу, Симфоническом оркестре имени Жоао Пессоа (Параиба) и наконец в составе струнного квартета Университета Риу-Гранди-ду-Норти. Кроме того, Силадьи был профессором скрипки в консерватории Натала.
Среди учеников Силадьи — Хорхе Риси и другие заметные уругвайские музыканты, в том числе его дочь Элисабет Силадьи.